# 民生國際

民生國際有限公司，簡稱民生國際（港交所：0938）主要從事鐘錶珠寶及投資及發展物業，公司由華南城控股股東鄭松興創辦。

## 資產
- 薈寶珠飾有限公司
- 民生珠寶有限公司
- 華東國際珠寶城

## 外部連結
- 民生國際網頁 （页面存档备份，存于）